# Laura García Hoppe
Pour les articles homonymes, voir García et Hoppe.
Laura García Hoppe, née à Málaga en 1853 et morte à New York en 1946, est une peintre et écrivaine espagnole.
Son parcours est très lié à l'Institution libre d'enseignement.

## Biographie
Elle est la fille de Laureano García Fiel et de Josefa Hoppe Rute, parente de la famille Giner de los Ríos. Elle débute la peinture dans sa ville natale, avec un peintre d'Alcoy, Lorenzo Casanova. Elle est l'élève du paysagiste Cristóbal Férriz et de Joaquín Sorolla.
Elle épouse le député Hermenegildo Giner de los Ríos. Le couple a deux enfants : Gloria et Bernardo.
En tant que peintre, elle obtient des médailles dans les expositions de Malaga, avec La niña de las cerezas (L'Enfant aux cerises, 1894), et se distingue à l'Exposition de Barcelone de 1895. 
En tant qu'écrivaine, elle publie le roman La Samaritana, dans la collection populaire « Diamante », et El hogar el trato social (Barcelona, 1907), ouvrage pédagogique et féministe.
Sa vie se déroule entre Málaga, Barcelone, Madrid et Grenade, mais elle doit quitter l'Espagne à l'arrivée au pouvoir de Franco.
Elle meurt en exil, à New York, dans la maison de sa fille Gloria.